# 马尔文·巴恩斯
马尔文·杰尔姆·巴恩斯（英語：Marvin Jerome Barnes，1952年7月27日—2014年9月8日）是美国NBA联盟前职业篮球运动员。他在1974年的NBA选秀中第1轮第2顺位被费城76人选中。